# Campeonato Argentino de Futebol de 2023 – Quinta Divisão (Primera D)
A Primera D do Campeonato Argentino de Futebol de 2023, também conhecida oficialmente como Campeonato de Primera División "D" de 2023 ou simplesmento como Primera D de 2023, foi a 75.ª edição da Primera D, certame equivalente à quinta divisão do Campeonato Argentino de Futebol para os clubes diretamente afiliados à Associação do Futebol Argentino (AFA). O certame foi organizado pela Associação do Futebol Argentino (AFA), entidade máxima do futebol argentino, começou em 18 de março e terminou em 28 de novembro de 2023.
Onze times participaram da competição: dez que permaneceram da edição de 2022 mais o El Porvenir, que foi rebaixado da Primera C de 2022.

## Regulamento

### Sistema de disputa
A competição será dividida em dois torneios independentes, respectivamente, denominados Primer Torneo e Segundo Torneo. O primeiro torneio será disputado em turno único no sistema de todos contra todos [pontos corridos] e o time que ocupar a primeira colocação ao final das onze rodadas será declarado campeão do Primer Torneo de 2023. na sequência, teremos a disputa do segundo e mais importante torneio da temporada, que será disputado em dois turnos [turno e returno] pelo sistema de todos contra todos [pontos corridos]. O clube que ocupar a primeira colocação ao final das 22 rodadas do Segundo Torneo será declarado campeão da temporada.

### Acessos e Desfiliação
Não teremos acessos nem desfiliação ao final da temporada, pois, a Primera C será unificada com a Primera D a partir da temporada de 2024.

### Classificação para a Copa da Argentina de 2024
O campeão do Prime Torneo e o campeão da temporada participarão da Copa da Argentina de 2024.

## Participantes
| Equipe                   | Cidade           | Estádio (mando)      | Situação final em 2022              |
| ------------------------ | ---------------- | -------------------- | ----------------------------------- |
| Argentino                | Rosário          | José Martín Olaeta   | Quartas de final do Torneo Reducido |
| Central Ballester        | José León Suárez | Central Ballester    | Quartas de final do Torneo Reducido |
| Centro Español           | Villa Sarmiento  | Não possui           | 8.º lugar no geral                  |
| Defensores de Cambaceres | Ensenada         | 12 de Octubre        | Finalista do Torneo Reducido        |
| Deportivo Paraguayo      | Buenos Aires     | Não possui           | 11.º lugar no geral                 |
| Juventud Unida           | San Miguel       | Ciudad de San Miguel | 9.º lugar no geral                  |
| Lugano                   | Tapiales         | José María Moraños   | Quartas de final do Torneo Reducido |
| Mercedes                 | Mercedes         | Liga Mercedina       | 10.º lugar no geral                 |
| Muñiz                    | Muñiz            | Não possui           | Semifinalista do Torneo Reducido    |
| Sportivo Barracas        | Buenos Aires     | Não possui           | Semifinalista do Torneo Reducido    |

| Fonte: AFA (em castelhano) |

### Distribuição geográfica
| Região                                | Total | Clubes                                                            |
| ------------------------------------- | ----- | ----------------------------------------------------------------- |
| Grande Buenos Aires                   | 6     | Central Ballester, Centro Español, Juventud Unida, Lugano e Muñiz |
| Cidade de Buenos Aires                | 2     | Deportivo Paraguayo e Sportivo Barracas                           |
| Grande La Plata                       | 1     | Defensores de Cambaceres                                          |
| Interior da Província de Buenos Aires | 1     | Mercedes                                                          |
| Cidade de Rosário                     | 1     | Argentino                                                         |

| Fonte: AFA (em castelhano) |

## Primer Torneo
| Pos. | Equipes                  | Pts | J  | V | E | D | GP | GC | SG  |
| ---- | ------------------------ | --- | -- | - | - | - | -- | -- | --- |
| 1    | El Porvenir              | 20  | 10 | 6 | 2 | 2 | 12 | 5  | 7   |
| 2    | Muñiz                    | 20  | 10 | 6 | 2 | 2 | 13 | 7  | 6   |
| 3    | Sportivo Barracas        | 16  | 10 | 5 | 1 | 4 | 10 | 10 | 0   |
| 4    | Lugano                   | 16  | 10 | 5 | 1 | 4 | 11 | 12 | −1  |
| 5    | Juventud Unida           | 15  | 10 | 4 | 3 | 3 | 14 | 11 | 3   |
| 6    | Defensores de Cambaceres | 15  | 10 | 4 | 3 | 3 | 9  | 10 | −1  |
| 7    | Centro Español           | 14  | 10 | 3 | 5 | 2 | 10 | 7  | 3   |
| 8    | Mercedes                 | 12  | 10 | 3 | 3 | 4 | 13 | 15 | −2  |
| 9    | Deportivo Paraguayo      | 11  | 10 | 2 | 5 | 3 | 7  | 7  | 0   |
| 10   | Argentino de Rosário     | 11  | 10 | 3 | 2 | 5 | 11 | 14 | −3  |
| 11   | Central Ballester        | 1   | 10 | 0 | 1 | 9 | 2  | 14 | −12 |

|  | Vencedor e classificado para a Copa da Argentina de 2024 |

| Fonte: Soccerway — AFA — ESPN — TyC Sports — Olé — Solo Ascenso — Promiedos — Mundo Ascenso |

## Segundo Torneo
| Pos | Equipes                  | Pts | J  | V  | E | D | GP | GC | SG |
| --- | ------------------------ | --- | -- | -- | - | - | -- | -- | -- |
| 1º  | Centro Español           | 40  | 20 | 12 | 4 | 4 | 38 | 24 | 14 |
| 2º  | Argentino de Rosario     | 38  | 20 | 11 | 5 | 4 | 33 | 17 | 16 |
| 3º  | El Porvenir              | 33  | 20 | 9  | 6 | 5 | 25 | 18 | 7  |
| 4º  | Defensores de Cambaceres | 33  | 20 | 9  | 6 | 5 | 29 | 24 | 5  |
| 5º  | Sportivo Barracas        | 25  | 20 | 6  | 7 | 7 | 14 | 18 | −4 |
| 6º  | Mercedes                 | 25  | 20 | 6  | 7 | 7 | 18 | 24 | −6 |
| 7º  | Muñiz                    | 23  | 20 | 6  | 5 | 9 | 19 | 27 | −8 |
| 8º  | Juventud Unida           | 21  | 20 | 5  | 6 | 9 | 19 | 24 | −5 |
| 9º  | Central Ballester        | 20  | 20 | 4  | 8 | 8 | 12 | 18 | −6 |
| 10º | Lugano                   | 19  | 20 | 4  | 7 | 9 | 23 | 29 | −6 |
| 11º | Deportivo Paraguayo      | 19  | 20 | 4  | 7 | 9 | 15 | 22 | −7 |

|  | Campeão da temporada. Classificado para a Copa da Argentina de 2024 |

| Fonte: Soccerway — AFA — ESPN — TyC Sports — Olé — Solo Ascenso — Promiedos — Mundo Ascenso |

## Estatísticas

### Artilharia
| Posição | Jogador         | Equipe                   | Total   |
| ------- | --------------- | ------------------------ | ------- |
| 1º      | Enzo González   | Muñiz                    | 10 gols |
| 2º      | Felipe Senn     | Centro Español           | 9 gols  |
| 2º      | Mateo Tarrío    | Lugano                   | 9 gols  |
| 4º      | Lucas Molina    | Argentino de Rosario     | 8 gols  |
| 4º      | Mariano Coletto | Defensores de Cambaceres | 8 gols  |
| 4º      | Nazareno Mareco | Defensores de Cambaceres | 8 gols  |
| 4º      | Franco Gatti    | Mercedes                 | 8 gols  |

| Fonte: AFA — TyC Sports — Soccerway — Solo Ascenso — Mundo Ascenso |

## Premiação
| Primera División D de 2023 Quinta Divisão do Campeonato Argentino de Futebol                      |
| ------------------------------------------------------------------------------------------------- |
| Centro Social y Recreativo Español Campeão (1º título da Primera D) (1º título da quinta divisão) |